# Jim Vallance
James Douglas « Jim » Vallance (né le 31 mai 1952 à Chilliwack) est un musicien, producteur et auteur-compositeur canadien.
Il a commencé sa carrière professionnelle comme batteur et principal compositeur pour le groupe de rock canadien Prism sous le pseudonyme de "Rodney Higgs".
Jim a participé à l'écriture de nombreuses chansons avec plusieurs artistes internationaux comme Bryan Adams, Aerosmith, Alice Cooper, Lee Aaron, Laura Branigan, Joe Cocker, Europe, Lita Ford, Bonnie Tyler, Ozzy Osbourne ou encore Kiss. Il a notamment coécrit sept chansons de l'album Crazy World de Scorpions.